# Collegiate School (New York City)

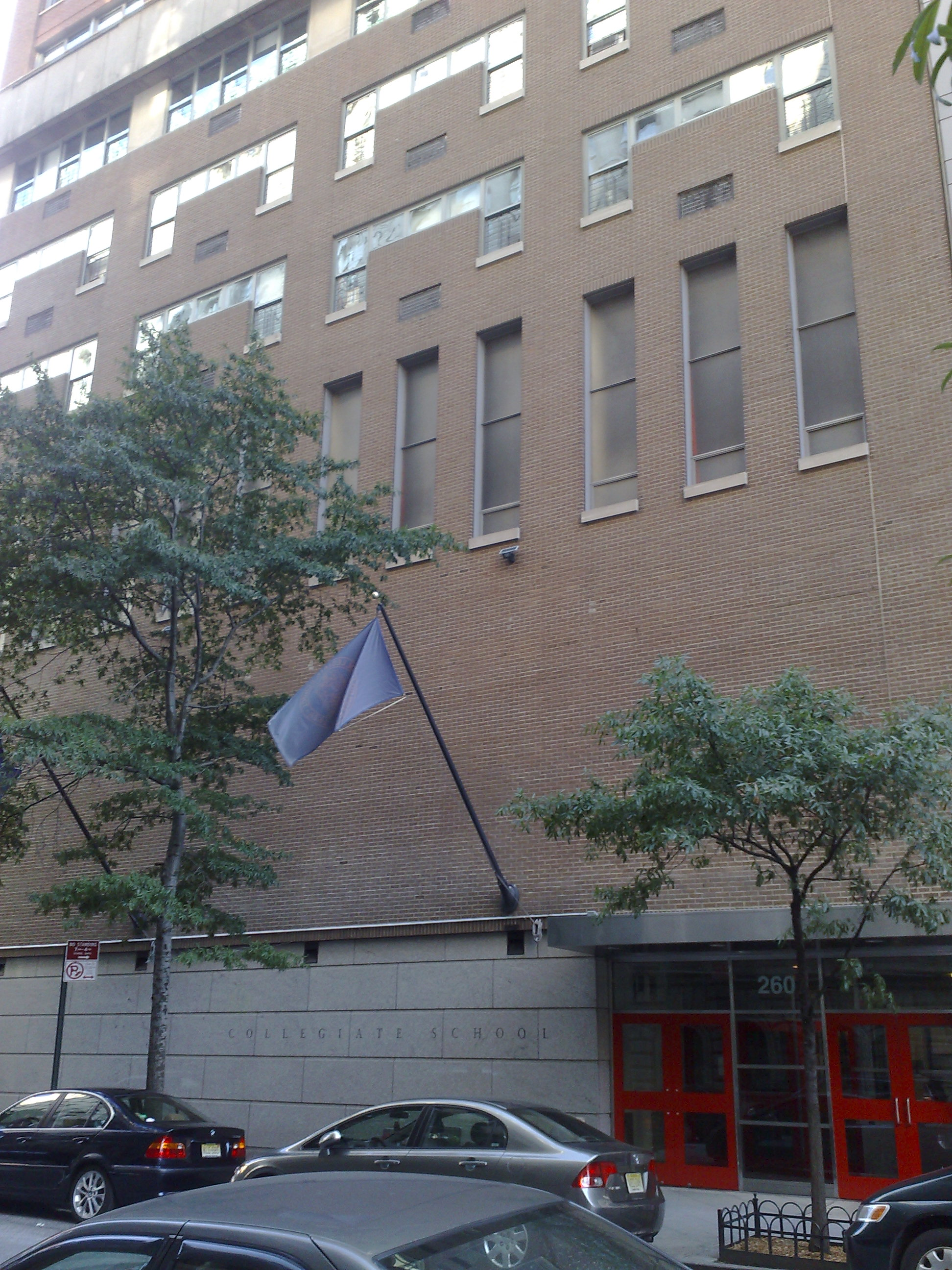
Alter Collegiate School Campus

Die Collegiate School ist eine Privatschule in New York City. Sie nimmt für sich in Anspruch, mit der Gründung 1628 die älteste Schule in den USA zu sein. Sie liegt heute an der Upper West Side von Manhattan, hat aber ihren Standort sehr häufig gewechselt. Sie wird in Rankings zu den besten Schulen der USA gezählt und gehört zur elitären Ivy Preparatory School League. Die jährliche Schulgebühr (2020/21) liegt bei $ 55.900.

## Geschichte
Die Schule wurde im Rahmen der Niederländisch-reformierten Kirche in der niederländischen Kolonie Neu Amsterdam vermutlich 1628 von der Niederländischen Westindien-Kompanie gegründet.
Der Lehrer Massimo Maglione wies 1984 hin auf einen Brief des Schulgründers Jonas Michaëlius über seine Bemühungen, den Indianerkindern an den Eltern vorbei den Katechismus zu lehren. Daher wurde dies als Gründungsdatum angenommen. Doch wurde die Schule erst 1638 offiziell verbrieft, damit zwei Jahre nach der Harvard School und drei Jahre nach der Boston Latin School.
1664 wurde New York britisch, parallele Schulsprachen waren lange Zeit Niederländisch und Englisch. Die Beziehung zur protestantischen Kirche endete formell 1940.
2020 wurde vom Schulvorstand beschlossen, das Schulmaskottchen, eine Karikatur des niederländischen Gouverneurs Peter Stuyvesant, der für eine strikt religiöse, antijüdische Ausrichtung stand und den Sklavenhandel förderte, sowie im Schulsiegel die religiöse Jahresangabe A.D. (1628) und das religiöse Motto Nisi Dominus Frustra (Vergebens ohne Gott, den Herrn) zu entfernen.

## Organisation
Jede Stufe hat etwa 50 Jungen, die bis zu 13 Jahre die Schule besuchen (ironisch Überlebende genannt). Es gibt die Lower School (Kindergarten-Klasse 4), Middle School (Klassen 5 bis 8), und die Upper School (Klassen 9 bis 12). Über ein Viertel der Lehrer hat einen Ph.D.
Die Schule ist privat, mit einem Non-Profit-Status aus den 1940er Jahren.
Das Fremdsprachenangebot in der Middle School umfasst Spanisch, Französisch, Chinesisch und ab der 8. Klasse Latein. Altgriechisch folgt ein Jahr darauf.

## Absolventen
- Egbert Benson (1746–1833), 1760, ein Gründungsvater der USA, Gründer der New-York Historical Society
- Peter Bogdanovich (1939–2022), Regisseur, Autor und Schauspieler
- Edgar Bronfman Jr. (* 1955), Unternehmer, Filmproduzent und Songwriter
- Joseph Cullman (1912–2004), 1930, CEO von Philip Morris
- Matthew Daddario (* 1987), 2006, Schauspieler
- John F. Kennedy, Jr. (1960–1999), ältester Sohn des US-Präsidenten
- Douglas Kennedy (* 1955), Schriftsteller
- Dan-el Padilla Peralta (* 1984), Altphilologe und Rassismuskritiker
- Cesar Romero (1907–1994), 1926, Schauspieler
- Mark Ronson (* 1975), 1993, Musikproduzent
- Christopher Ross (1931–2023), Bildhauer, Designer und Sammler
- Andrew Rossi, 1991, Musiker
- Whit Stillman (* 1952), 1969, Filmemacher
- Wallace Shawn (* 1943), 1961, Schauspieler

## Einzelbelege
1. ↑  Tuition & Financial Aid at Collegiate School in New York. Abgerufen am 20. Februar 2021.
2. ↑  Collegiate School in NY | The Oldest Independent School in the US. Archiviert vom Original (nicht mehr online verfügbar) am 14. Juni 2020; abgerufen am 20. Februar 2021.  Info: Der Archivlink wurde automatisch eingesetzt und noch nicht geprüft. Bitte prüfe Original- und Archivlink gemäß Anleitung und entferne dann diesen Hinweis.
3. ↑  MARY LOUIS BOOTH: HISTORY OF THE CITY OF NEW YORK. 1867 (google.de [abgerufen am 21. Februar 2021]).
4. ↑  COLLIGIATE'S ARITHMETIC MAKES IT OLDEST SCHOOL (Published 1985). In: The New York Times. 5. Mai 1985, ISSN 0362-4331 (nytimes.com [abgerufen am 20. Februar 2021]).
5. ↑  Harvard University: History. In: Harvard University. Abgerufen am 20. Februar 2021 (amerikanisches Englisch).
6. ↑  Collegiate School | All Boys K-12 in NYC School Facts. Archiviert vom Original (nicht mehr online verfügbar) am 2. März 2021; abgerufen am 20. Februar 2021.  Info: Der Archivlink wurde automatisch eingesetzt und noch nicht geprüft. Bitte prüfe Original- und Archivlink gemäß Anleitung und entferne dann diesen Hinweis.
7. ↑  Middle School Course Guide. Ehemals im Original (nicht mehr online verfügbar); abgerufen am 21. Februar 2021. (Seite nicht mehr abrufbar. Suche in Webarchiven)

Koordinaten: 40° 47′ 0″ N, 73° 58′ 52″ W